# لئو بوسخارت
لئو بوسخارت (هلندی: Leo Bosschart; ۲۴ اوت ۱۸۸۸ – ۹ مهٔ ۱۹۵۱) بازیکن فوتبال اهل هلند بود.
وی همچنین در تیم ملی فوتبال هلند بازی کرده‌است.